# توماس بيريز (لاعب كرة قاعدة)
توماس بيريز (بالإسبانية: Tomás Pérez)‏ هو لاعب كرة قاعدة فنزويلي، ولد في 29 ديسمبر 1973 في باركيسيميتو في فنزويلا.

## وصلات خارجية
- توماس بيريز على موقعبيزبول رفرنس.كوم (الدوري الرئيسي) (الإنجليزية)
- توماس بيريز على موقعبيزبول رفرنس.كوم (الدوري الثانوي) (الإنجليزية)
- توماس بيريز على موقع مشجعي الرسوم البيانية (الإنجليزية)